# 아타카마주

아타카마 주의 위치

아타카마주(스페인어: III Región de Atacama)는 칠레 북부에 위치한 주로 주도는 코피아포이며 면적은 75,176.2km2, 인구는 284,992명(2012년 기준)이다.
북쪽으로는 안토파가스타 주, 서쪽으로는 태평양, 남쪽으로는 코킴보 주와 접하며 동쪽으로는 아르헨티나와 국경을 접한다. 3개 현(코피아포 현, 우아스코 현, 차냐랄 현)을 관할한다.

주기
주 문장